# Kenneth Zohoré
Albin Kenneth Dahrup Zohoré (ur. 31 stycznia 1994 w Kopenhadze) – duński piłkarz iworyjskiego pochodzenia występujący na pozycji napastnika w Fremad Amager.

## Sukcesy
FC København
- mistrzostwo Danii: 2009/10, 2010/11